# Twelve Apostles (Burley Moor)

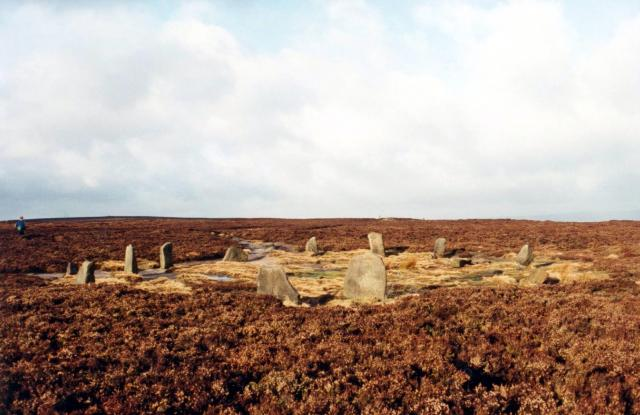
Die Twelve Apostles

Die Twelve Apostles (dt. Zwölf Apostel) im Burley Moor sind ein bronzezeitlicher Steinkreis der im Norden von West Yorkshire in England, in der Nähe der „Cow and Calf rocks“, 380 m ü. NN liegt. Es gibt zwischen Hollywood und Newbridge in Dumfries and Galloway einen Steinkreis gleichen Namens (Twelve Apostles).
Der Kreis hat heute noch elf Steine. Während St. Ross davon ausgeht, dass nur einer fehlt, geht A. Raistrick davon aus, dass es ursprünglich etwa 20 waren, die in dem Kreis von etwa 16 m Durchmesser, innerhalb eines Steinwalles gesetzt waren. Der Kreis ähnelt etwas den in Derbyshire gefundenen Embanked Stone Circle. Keiner der Steine ist besonders groß, der größte ist weniger als 1,5 m hoch.  
Es gibt Theorien, dass die Steine zur Beobachtung der Bewegung des Mondes, der Sonne oder anderer Himmelskörper verwendet wurden, aber da der Platz in der Vergangenheit verändert worden ist, ist dies nicht zu belegen. 
Oft wird dieser Kreis im Ilkley Moor verortet. Er liegt jedoch im Burley Moor, das Teil des größeren Rombald’s Moores ist. 
In der Nähe liegen die Felsritzungen im Ilkley Moor und der Steinkreis Grubstones.